# 636 v.Chr.

Koning Assurbanipal tijdens de jacht

Het jaar 636 v.Chr. is een jaartal volgens de christelijke jaartelling.

## Gebeurtenissen

### Assyrische Rijk
- Koning Assurbanipal bedrijft een toenaderingspolitiek tegenover het koninkrijk Urartu (huidige Turkije).

### China
- Hertog Wen volgt Huai op als heerser van Jin. Na zijn troonsbestijging voert hij hervormingen door in het Chinese leger en burgerbestuur.[1]

## Verwijzingen
1. ↑  Records of the Grand Historian (Shiji by Sima Qian), Burton Watson Published 1993 Columbia University, Press ISBN 0231081693